# Amphibologryllacris
Amphibologryllacris is een geslacht van rechtvleugeligen uit de familie Gryllacrididae. De wetenschappelijke naam van dit geslacht is voor het eerst geldig gepubliceerd in 1937 door Karny.

## Soorten
Het geslacht Amphibologryllacris omvat de volgende soorten:
- Amphibologryllacris butmasi Hugel, 2009
- Amphibologryllacris cyaneoterminata Karny, 1935
- Amphibologryllacris dubia Le Guillou, 1841
- Amphibologryllacris ferruginea Brunner von Wattenwyl, 1888
- Amphibologryllacris macrocera Walker, 1869
- Amphibologryllacris oceanica Le Guillou, 1841
- Amphibologryllacris painei Karny, 1935